# Botany, New South Wales
Botany är en stadsdel i sydöstra Sydney i Australien. Den ligger i kommunen Botany Bay och delstaten New South Wales, i den sydöstra delen av landet, nära centrala Sydney. Antalet invånare var 10 817 vid folkräkningen 2016.